# Beneath the Czar
Beneath the Czar è un film muto del 1914 scritto e diretto da Alice Guy (con il nome Alice Blaché).

## Trama
Al fine di impedire che la polizia segreta torturi suo padre, arrestato per ragioni politiche, Anna Pavlova accetta di spiare il principe Cyril Rubetskoi che è sospettato di essere un rivoluzionario. Frequentandolo, Anna si innamora del principe e sposa le sue idee. Traditi da un servo, Cyril viene arrestato. Anna riuscirà, con l'aiuto di Vassilj, un soldato, a liberare sia l'innamorato che il padre. Tutti insieme, fuggiranno in America.

## Produzione
Il film fu prodotto dalla Solax Film Company.

## Distribuzione
Uscì nelle sale cinematografiche USA nel febbraio 1914.